# Van Allen Probes
Az angolul Van Allen Probes néven ismert két műhold (eredetileg: Radiation Belt Storm Probes) a Van Allen sugárzási öv viharainak vizsgálatára szolgált.
A küldetés a NASA Living With a Star űrkutató programjának része, amiben azokat az alapvető folyamatokat kutatják, amik a Naprendszerben jelentős szerepet játszanak. Jelen esetben azokat, amik az űridőjárásban veszélyes változásokat tudnak létrehozni a Föld közelében.
A sugárzási öv jobb megértése különösen fontos az űrhajózás szempontjából.

## A küldetés tudományos céljai
- Meghatározni, hogy milyen folyamatok (önmagukban vagy együttesen) gyorsítják fel és szállítják az elektronokat és ionokat a sugárzási övben és milyen feltételek mellett
- Megérteni és mennyiségileg meghatározni a sugárzási övben az elektronveszteség mértékét és meghatározni az egyensúlyt a gyorsítási és a csökkenési folyamatok között
- Meghatározni, hogyan változik a sugárzási öv a geomágneses viharok esetén

## Műszerek
A műszerek képesek a relativisztikus sebességgel mozgó ionok és elektronok jellemzőit mérni.
(zárójelben a műszer fejlesztőcsapatának vezetője és az egyetem, ahol kifejlesztették)
- Nagy energiájú részecskék mérése: összetétel, termikus plazma (H. Spence, University of New Hampshire)
- Elektromos és mágneses tér mérése (C. Kletzing, University of Iowa, Iowa City)
- Elektromos tér és elektromos hullámok mérése (J. Wygant, University of Minnesota, Minneapolis)
- Ionösszetétel vizsgálata (L. Lanzerotti, New Jersey Institute of Technology)
- Relativisztikus proton spektrométer (National Reconnaissance Office)

## Jellemzők
A két műhold erősen elnyúlt, gyakorlatilag azonos pályán kering, ami a sugárzási öv teljes keresztmetszetén átmegy, így az eredményként kapott adatok 3 dimenziós eredményt szolgáltatnak. A két műhold pályája a küldés során többször átfedi egymást.

## Küldetés
A műholdak 2019 elején már csak kevés hajtóanyaggal rendelkeztek, miután valamivel korábban az irányítók fékezésre adtak parancsot, hogy a pályájuk magassága csökkenjen. A magasságcsökkentés azt a célt szolgálta, hogy a műholdak természetes módon, lassan visszatérjenek a Föld légkörébe és ott elégjenek, nagyjából 15 éven belül.